# ماريو توت
ماريو توت (بالكرواتية: Marijo Tot)‏ هو مدرب كرة قدم ولاعب كرة قدم كرواتي في مركز ظهير ‏، ولد في 2 يونيو 1972 في Županja ‏ في كرواتيا. لعب مع إنتر زابرشيتش ونادي تساليه.

## وصلات خارجية
- ماريو توت على موقع قاعدة بيانات كرة القدم.إي يو (الإنجليزية)
- ماريو توت على موقع عالم كرة القدم.نت (الإنجليزية)